# A Hét Fű ünnepe

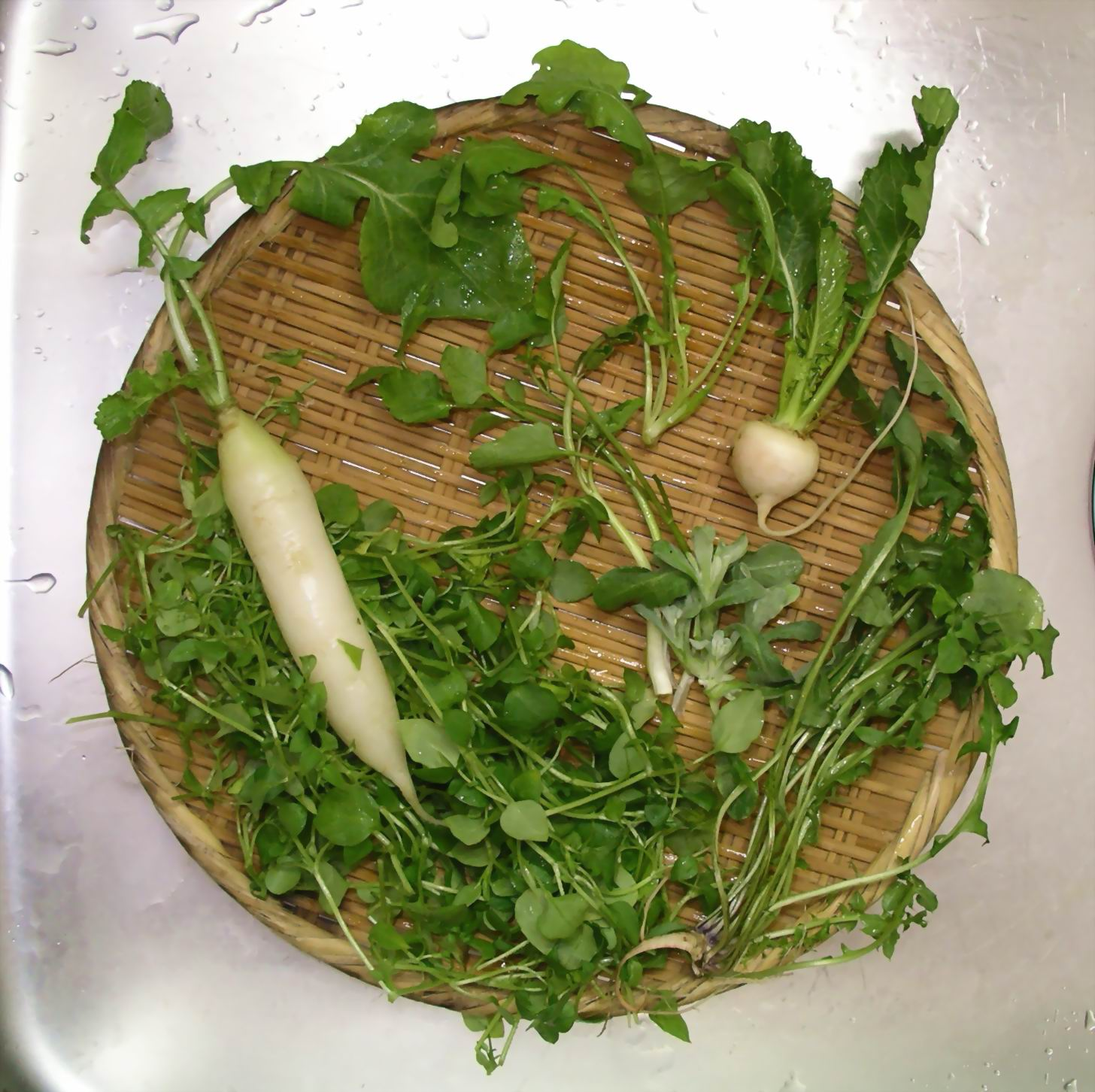
Nanakuszakészítés

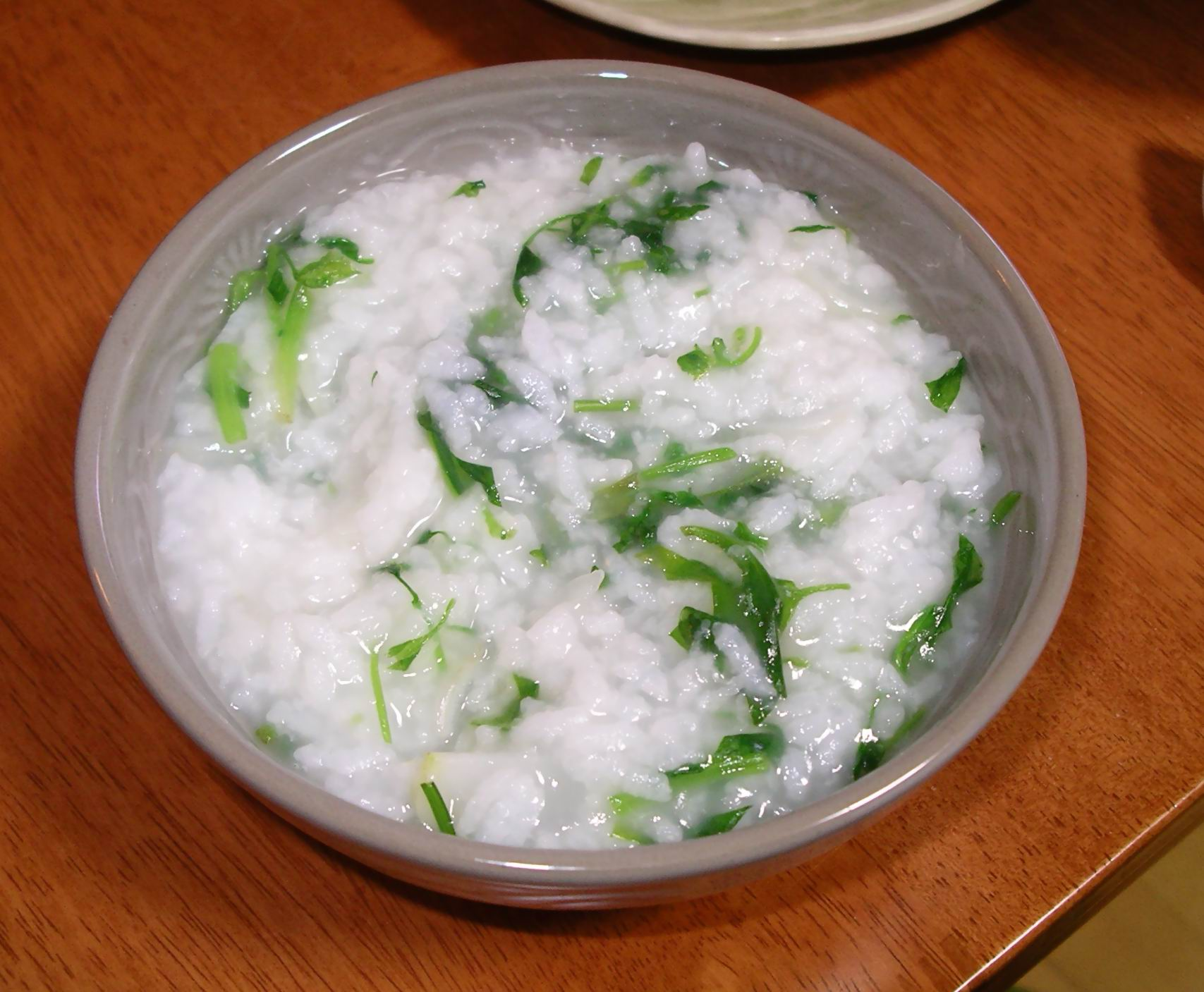
Nanakusza-gaju

A Hét Fű fesztivál vagy Nanakusza no szekku (七草の節句) egy régóta fennálló japán szokás: január 7-én (a dzsindzsicu-emberek napján) hétféle fűvel ízesített rizses zabkását esznek. 

## Hét Tavaszi Fű
A nanakusza hét fogyasztásra alkalmas tavaszi gyógynövény összefoglaló neve; a növények általában a következők:
| Kép | Hagyományos név                | Modern név                             | Magyar             |
| --- | ------------------------------ | -------------------------------------- | ------------------ |
|     | 芹 : せり szeri                | Szeri                                  | Japán petrezselyem |
|     | 薺 : なずな nazuna             | Nazuna vagy Penpengusza （ぺんぺん草） | Pásztortáska       |
|     | 御形 : ごぎょう gogjó          | Hahakogusza （母子草）                 | Gyopár             |
|     | 繁縷 : はこべら hakobera       | Hakobe （蘩蔞）                        | Tyúkhúr            |
|     | 仏の座 : ほとけのざ hotokenoza | Koonitabirako （小鬼田平子）           | Bojtorjánsaláta    |
|     | 菘 : すずな szuzuna            | Kabu （蕪）                            | Fehér répa         |
|     | 蘿蔔 : すずしろ szuzushiro     | Daikon （大根）                        | Retek              |

A összetevőket tekintve előfordulhatnak eltérések, gyakran helyi gyógynövényekkel helyettesítik őket. 
Január 7-én reggel, vagy az azt megelőző éjszaka elhelyezik a füveket, a rizsgombócot és egy fából készült mozsártörőt egy vágódeszkán, a jó szerencsét hozó irányba fordulnak, s miközben azt éneklik: „mielőtt a madarak a kontinensről (Kína) Japánba repülnek, készítsük elő a füveket”, felaprítják a gyógynövényeket. Az énekelt szövegnek több változata is lehet. Az első hónap hetedik napja az ősi időktől fogva fontos ünnepség a japánok számára. A hétféle fűvel ízesített rizsgombóc (nanakusza-gaju) evésének szokása, mely hosszú és egészséges életet biztosít, Japánban fejlődött ki egy hasonlóan ősi, kínai szokásból, amelyben így védték magukat az ártó szellemektől. Az évnek ebben az időszakában megjelenő zsenge, zöld hajtások színt visznek az otthonokba és elfogyasztásuk által átérezhetjük az Új Év atmoszféráját.

## Figyelmeztető jegyzet
A japán petrezselyem egyike a néhány nem mérgező fajnak az Oenanthe nemzetségben, melynek legtöbb tagja rendkívül mérgező. Ezek a fajok nem találhatók meg Ázsián kívül, azonban ne felejtsük el, hogy a vadon élő fajták kis mennyiségben is halálosak!

## Fordítás
- Ez a szócikk részben vagy egészben  a   Nanakusa-no-sekku című angol Wikipédia-szócikk fordításán alapul.  Az eredeti cikk szerkesztőit annak laptörténete sorolja fel. Ez a jelzés csupán a megfogalmazás eredetét és a szerzői jogokat jelzi, nem szolgál a cikkben szereplő információk forrásmegjelöléseként.